# Microarthridion litospinatus
Microarthridion litospinatus är en kräftdjursart som beskrevs av Shen och Tai 1973. Microarthridion litospinatus ingår i släktet Microarthridion och familjen Tachidiidae. Inga underarter finns listade i Catalogue of Life.